# Перша Кішка
59°08′08″ пн. ш. 163°01′59″ сх. д. / 59.135555555556° пн. ш. 163.03305555556° сх. д.
Перша Кішка (рос. Первая Кошка) —  коса на  Камчатці, на північно-східному березі  Карагінської затоки, від якої частково відокремлює дельту річки Карага.
Нанесена на карту в 1885 році  Ф. К. Геком як мис Селища, так як під час прибуття сюди експедиційної шхуни «Сибір» на косі знаходилися літні оселі рибалок із селища  Карага. Пізніше на картах з'явилася сучасна назва.